# Горный парк (Братислава)

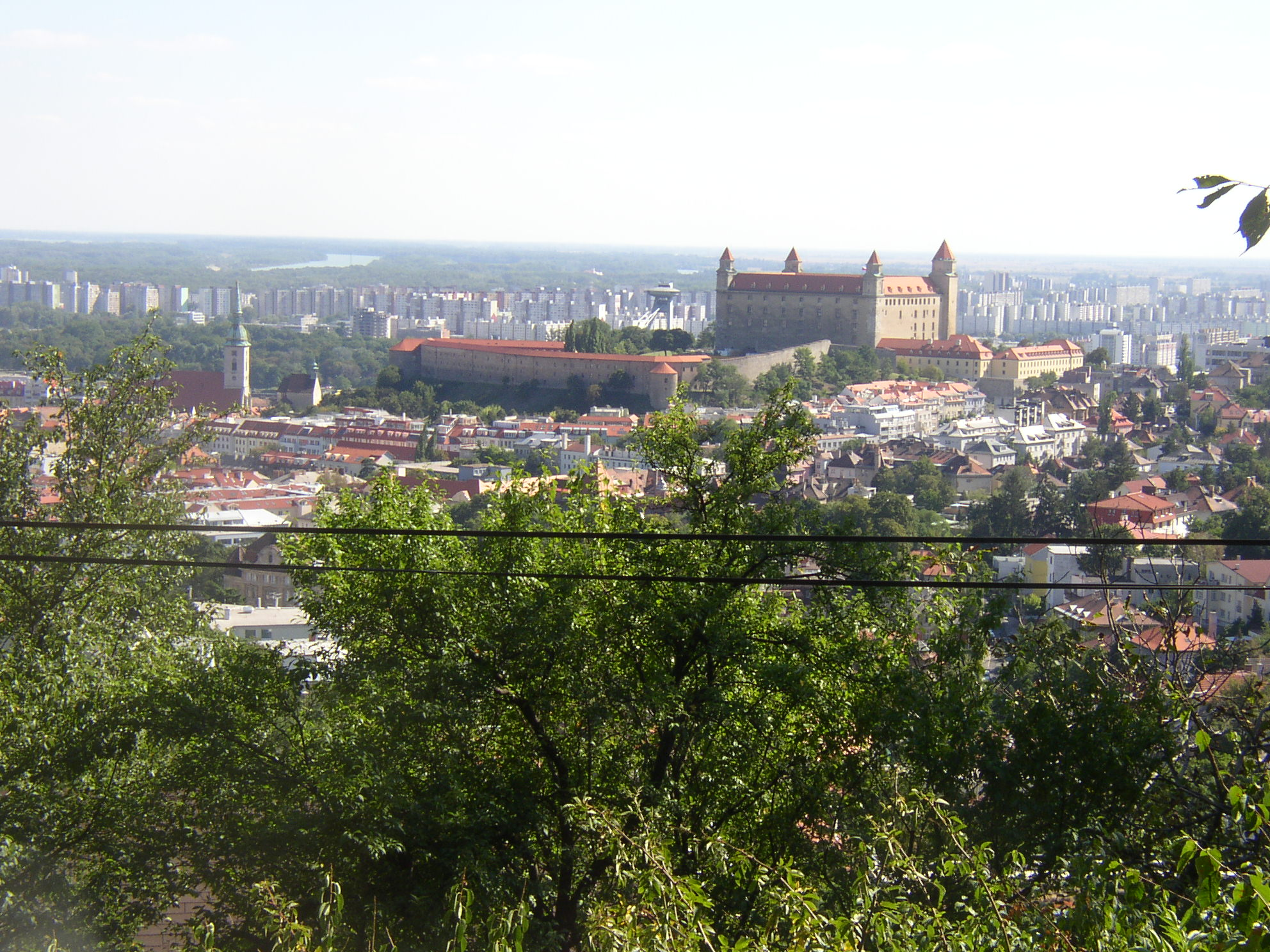
Вид на город Братиславу с высоты Горного парка

Горный парк (словац. Horský park) — братиславский городской парк, расположенный в районе «Старый город». В отличие от остальных парков города, Горный парк уникален тем, что, находясь практически в центре города, обладает нетронутой оригинальной флорой и фауной.
В Горном парке расположены два общежития для студентов Братиславского экономического университета, известные под прозвищами «Хопа» и «Допа».

## История
Горный парк открыт на западной окраине города Братиславы в 1868 году благодаря усилиям тогдашнего мэра Братиславы Генриха Юсти. В то время здесь произрастали оригинальные дубовые и буковые насаждения. Столетние дубы, ясени, буки, съедобные каштаны и сосны образовывали костяк живописного лесного покрова. Они притягивали внимание любителей природы, городских чиновников и других энтузиастов-членов Братиславского общества озеленения, решивших разбить на территории произрастания вышеупомянутых древостоев, носивших название «Студенческий лес», лесной парк, ставший сегодня Горным парком.
Таким образом, Горный парк появился благодаря перепланировке уже существовавшей лесной среды, улучшению её внешнего вида и высадке новых насаждений, созданию смотровых площадок, повышению функциональности периферийных частей парка и строительству подъездных дорог.
Бургомистр Юсти приказал составить проект дорожной сети, который в итоге и был реализован. В парке установили 50 скамеек, у главного входа был построен дом лесника, а в 1873 году — детская игровая площадка. Для полива насаждений использовалось два колодца. Территорию парка украшали небольшие конструкции из железа — беседки, небольшой павильон с изломленными скамейками и металлическая вышка на Мурманской возвышенности. В парке постоянно устанавливали новые скамейки. Например, в 1907 году по заказу Городского общества по озеленению фирма Мартон изготовила круглые скамейки (некоторые из которых сохранились по сей день!). Тогда же на деревья было прикреплено 25 табличек со стихами словацких поэтов. Для охраны животных и птиц было построено 20 кормушек и домиков для птиц.
В конце 19 века в парке было высажено множество новых видов деревьев, таких как тисы, липы, платаны, а также гинкго и различные экзотические хвойные породы. Парк возник в период расцвета художественного направления под названием реализм, когда в садовом искусстве преобладали естественно-пейзажные изменения, что также повысило интерес к экзотическим деревьям. Из-за суровых природных условий Горного парка (пересечённость рельефа, неоднородное попадание солнечных лучей, неодинаковые показатели влажности) тенденция к высаживанию более разнообразного ассортимента растений не прижилась, и Горный парк сохранил характер оригинального лесопарка.

## Текущее состояние
Сегодня парк находится в географическом центре города, который разросся во все стороны, а площадь парка установилась на размере 22 гектара. Парк находится на высоте 185—260 метров над уровнем моря на двух сходящихся долинах, на горном гребне между ними и на террасных плоскогорьях. Естественным центром парка является памятник градоначальнику Юсти с находящейся рядом террасой для отдыха. Памятник был поставлен в 1908 году, после его смерти, это работа скульптора Алойза Ригеле, который также был членом Братиславского общества по озеленению.
У входа в парк с улицы Некрасова находится памятник ботанику Й. А. Боймлеру, также работы скульптора Алойза Ригеле.
Сегодня неотъемлемой частью парка также является дом лесника под названием, который стал популярным местом отдыха, встреч людей и оригинальным культурным центром Братиславы. К дому лесника относится и сад с детской игровой площадкой и либрессо, где можно насладиться отличным кофе и традиционными братиславскими ореховыми и маковыми рожка́ми. Летом здесь проходят различные общественно-культурные мероприятия. Дом лесника был отреставрирован и открыт для посещения Фондом «Горный парк», который активно занимается охраной природы и пропагандирует только осмысленное пользование Горным парком.

## Фотогалерея

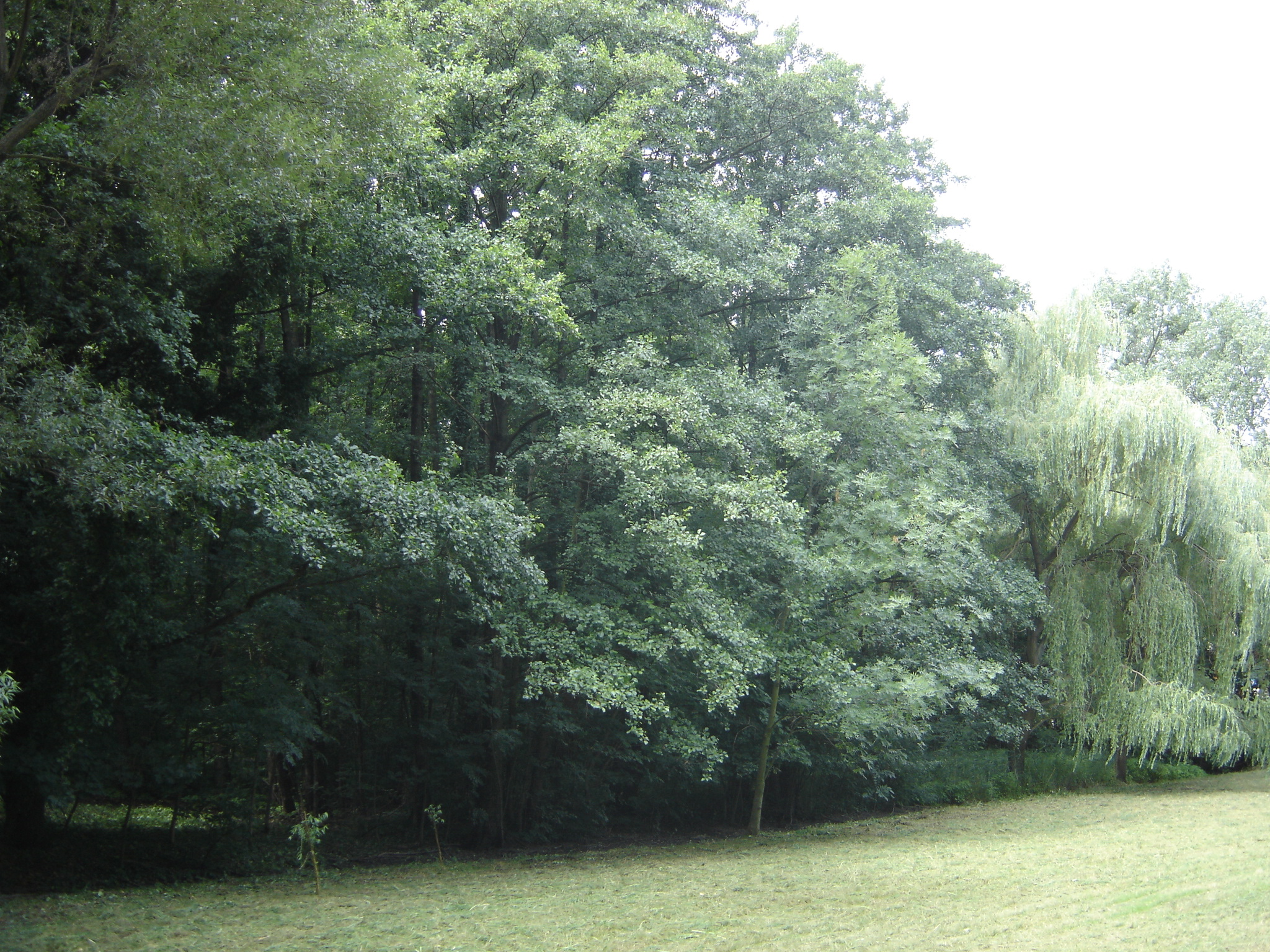
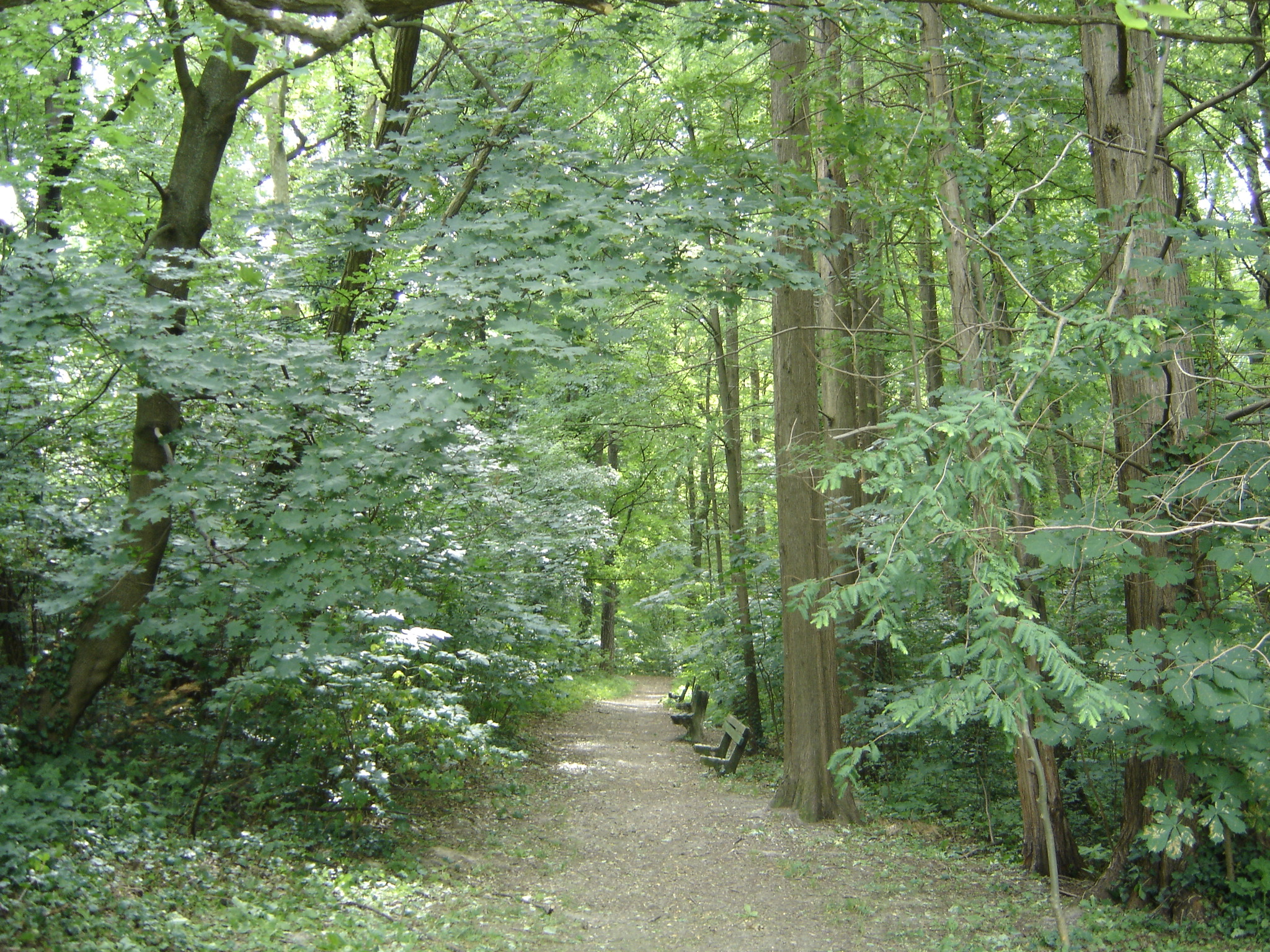
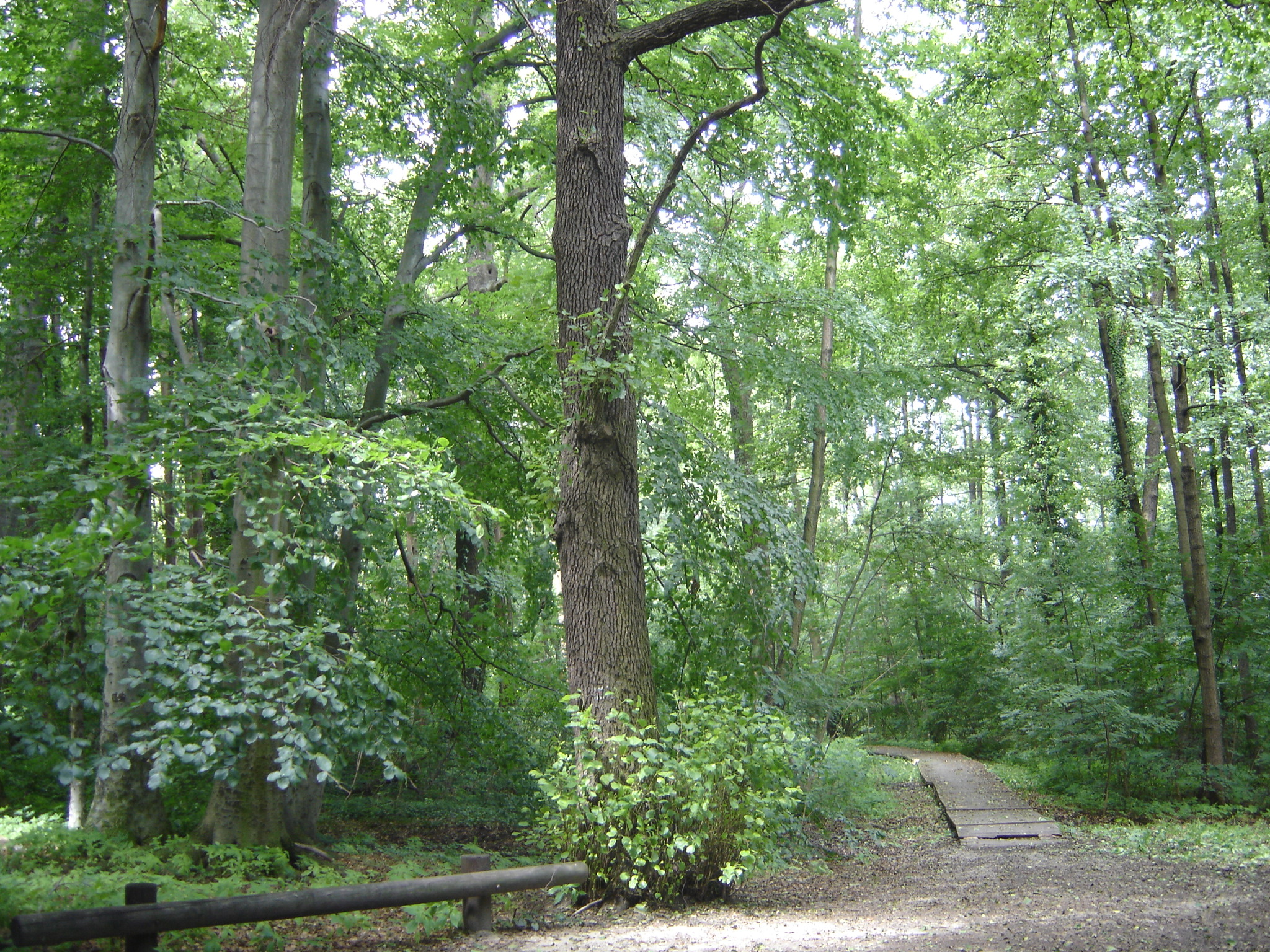
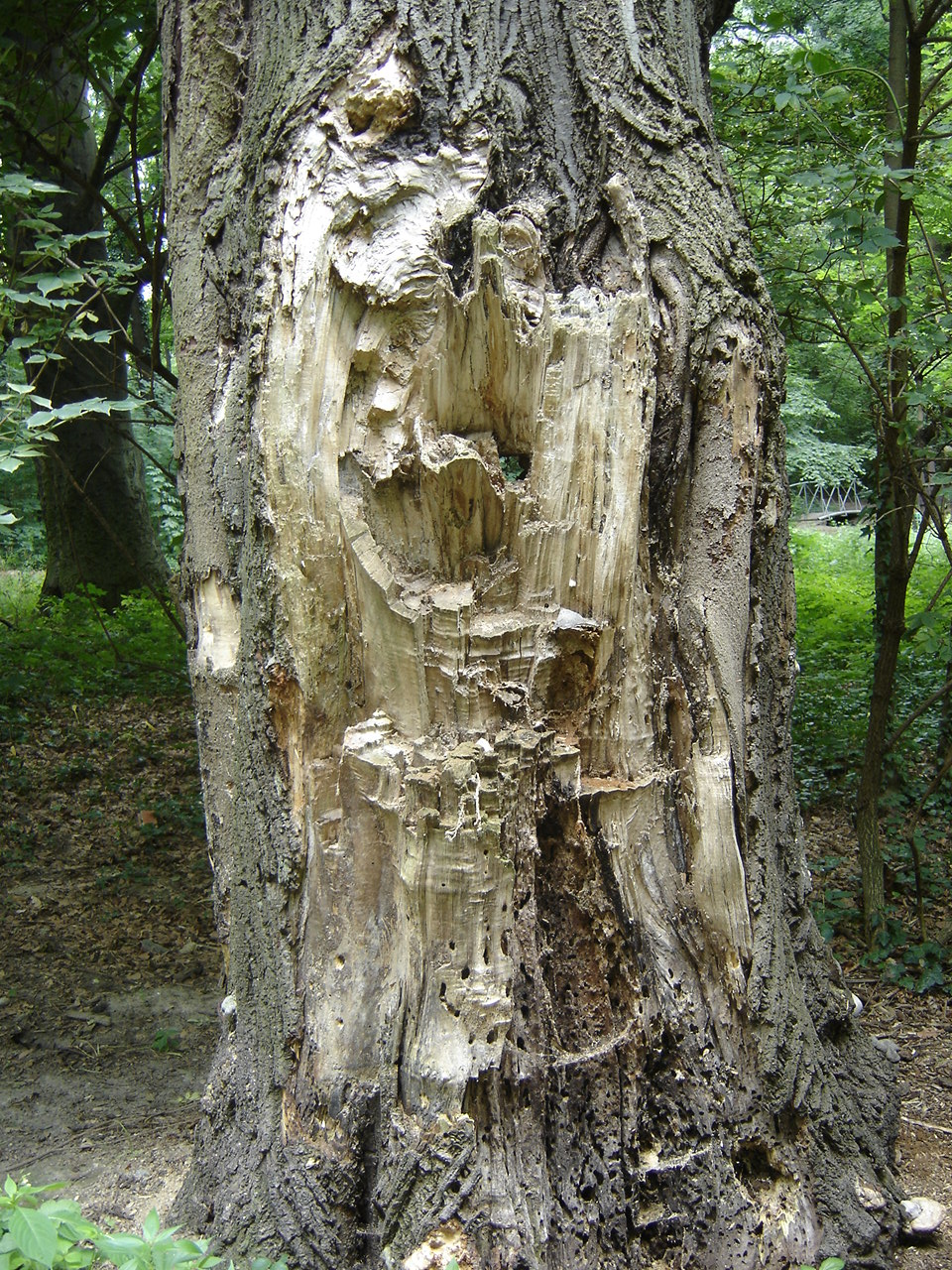
Обнажённый ствол дерева
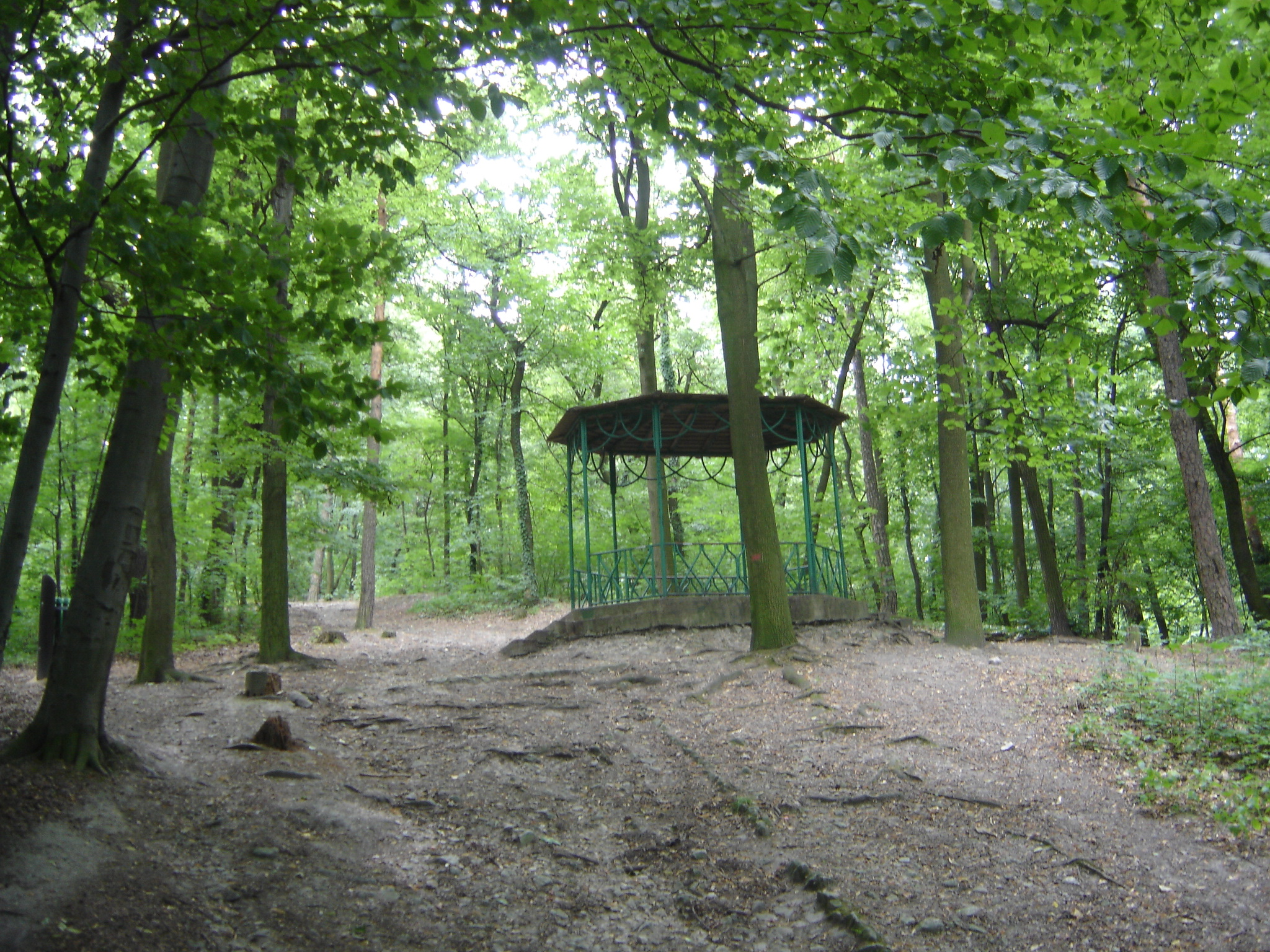
Беседка
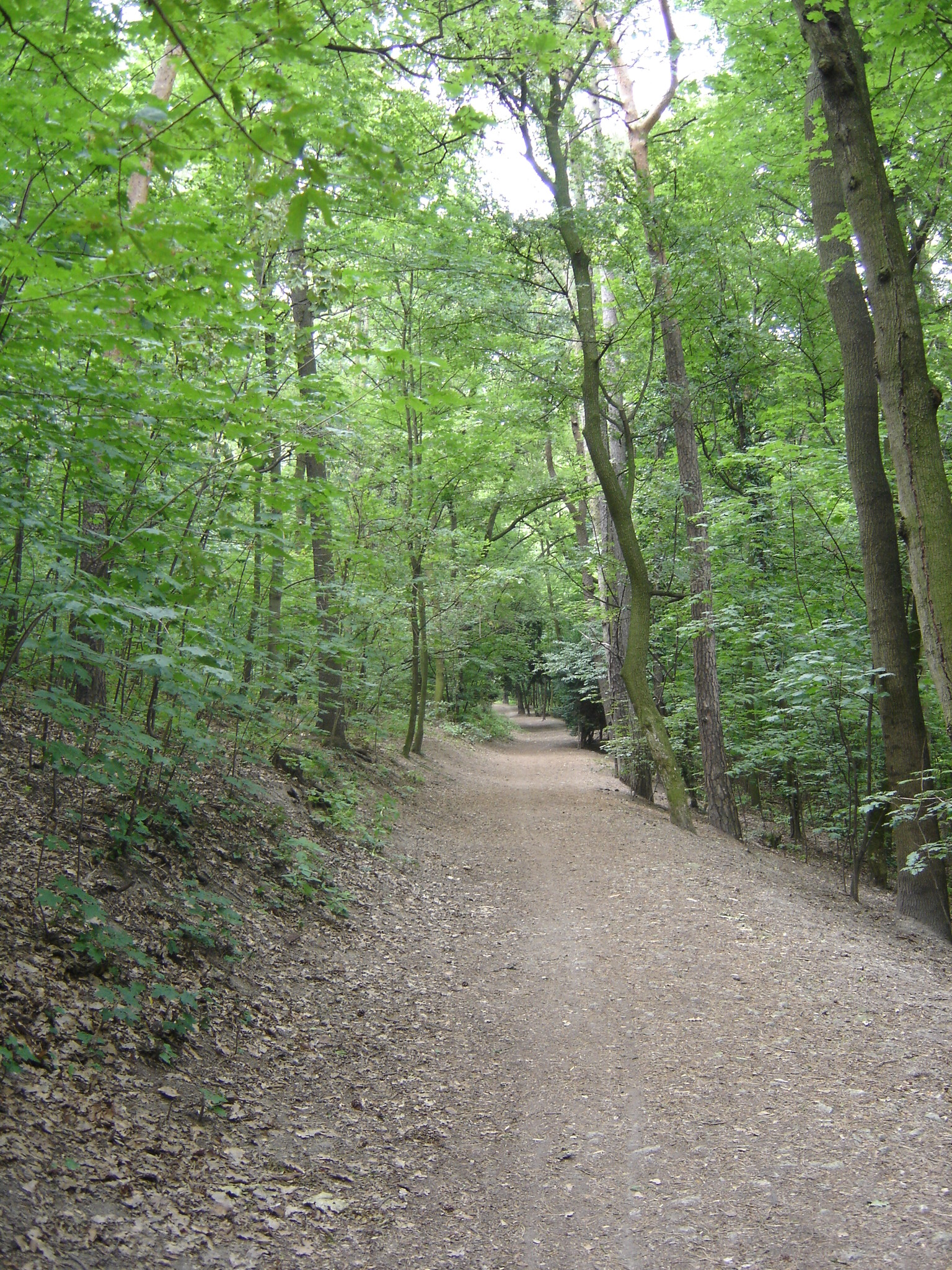
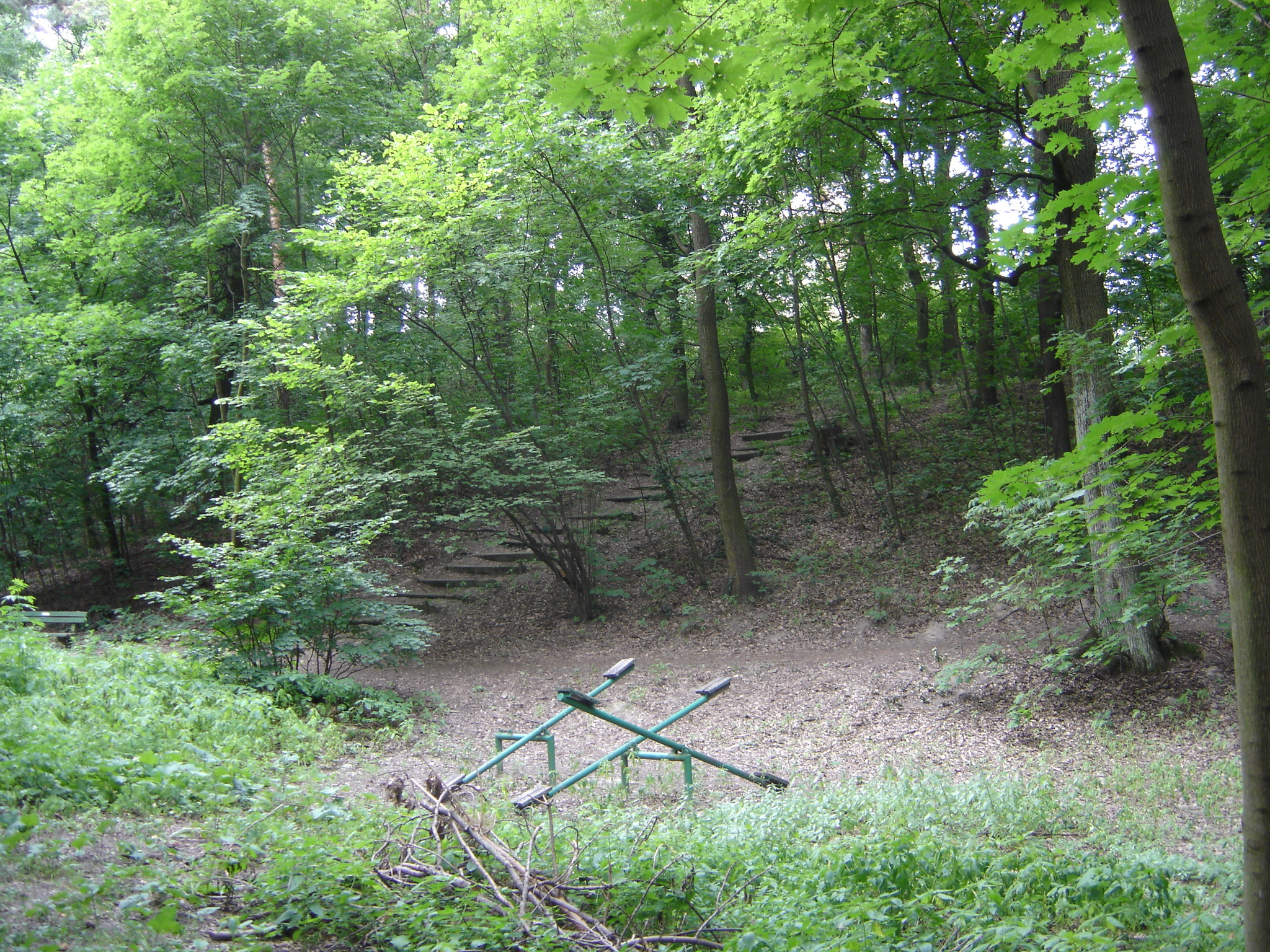
Место для детей
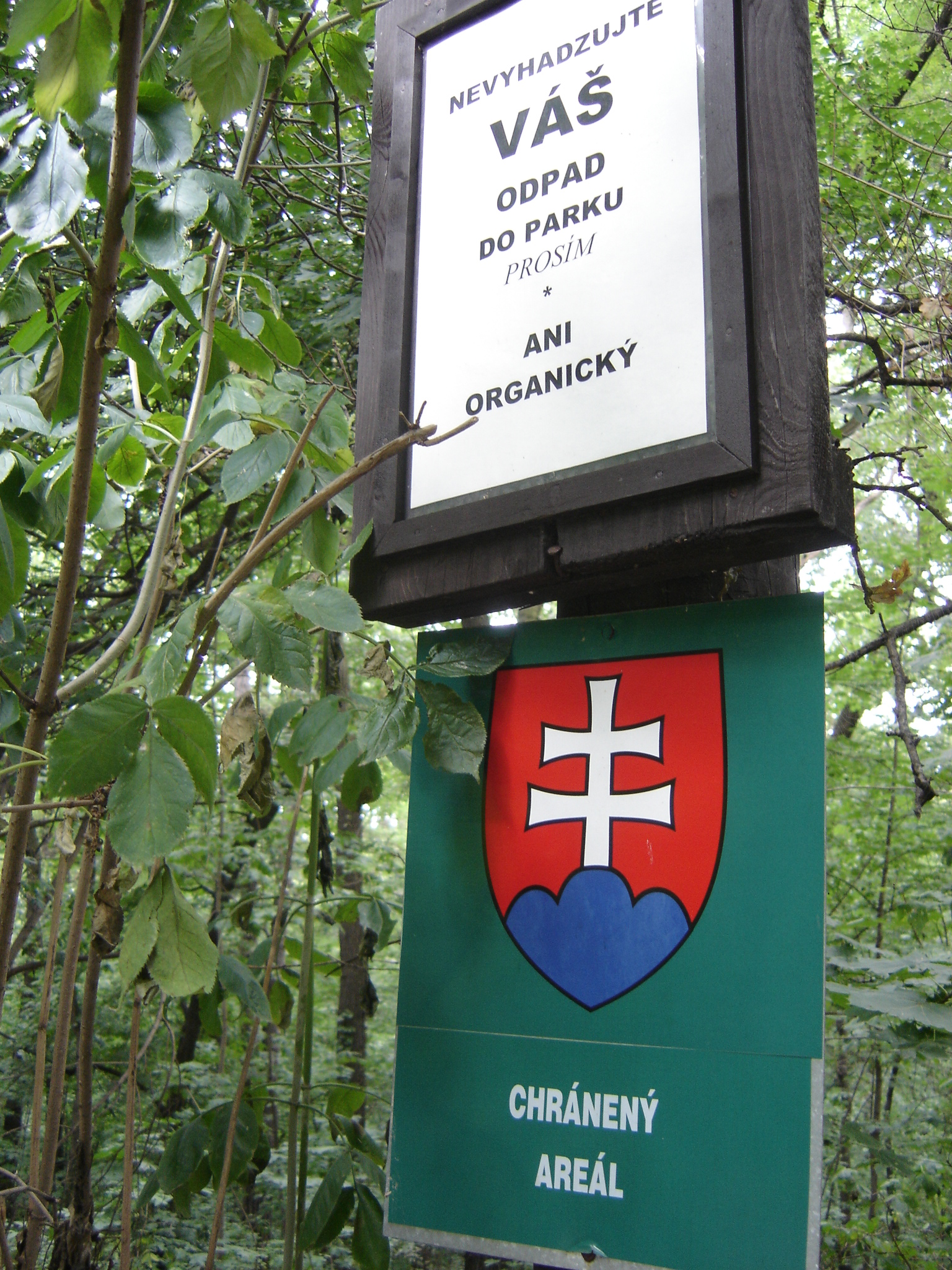
Предостерегающая табличка для посетителей парка
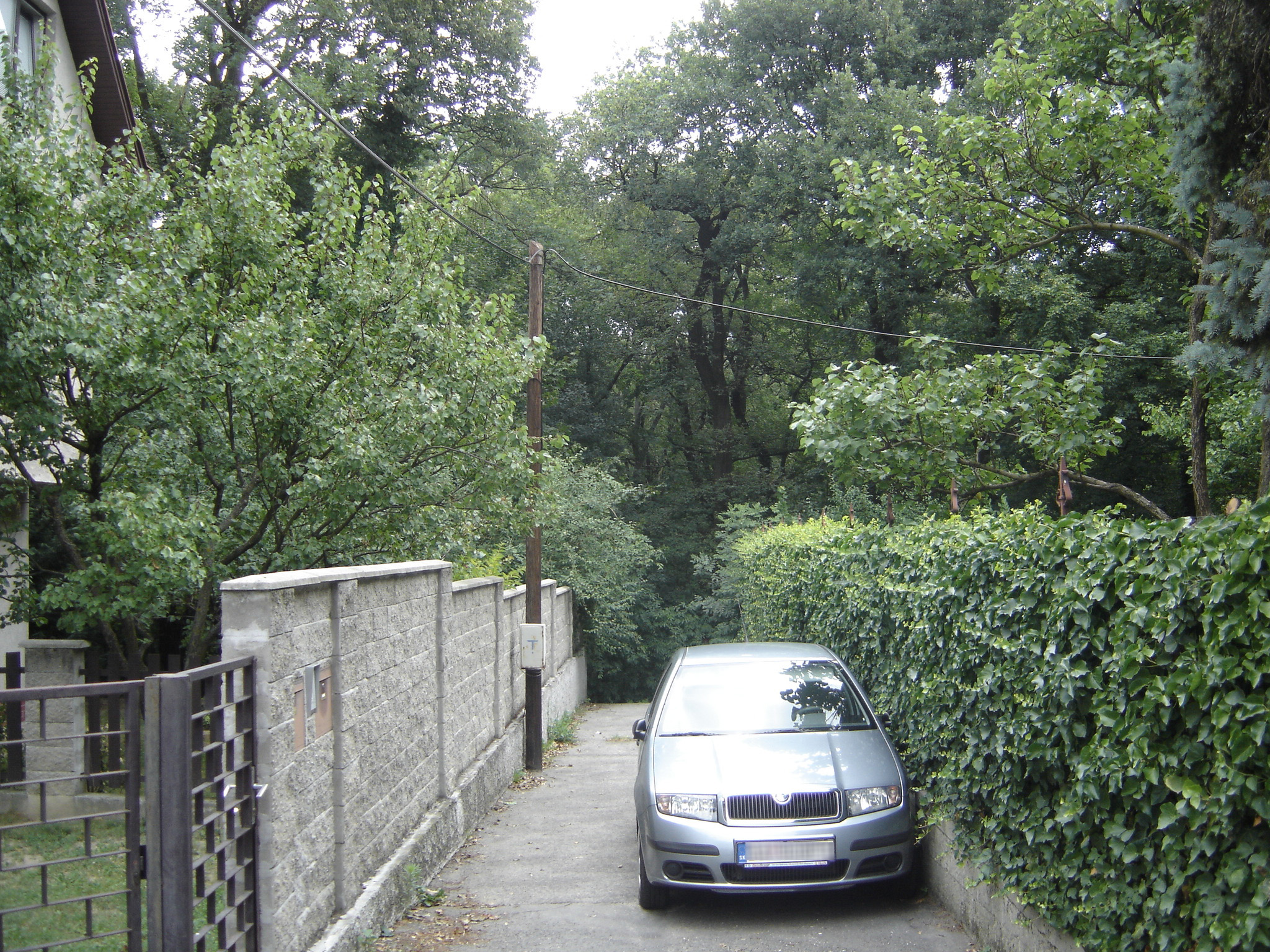
Вход в парк с Дольной улицы
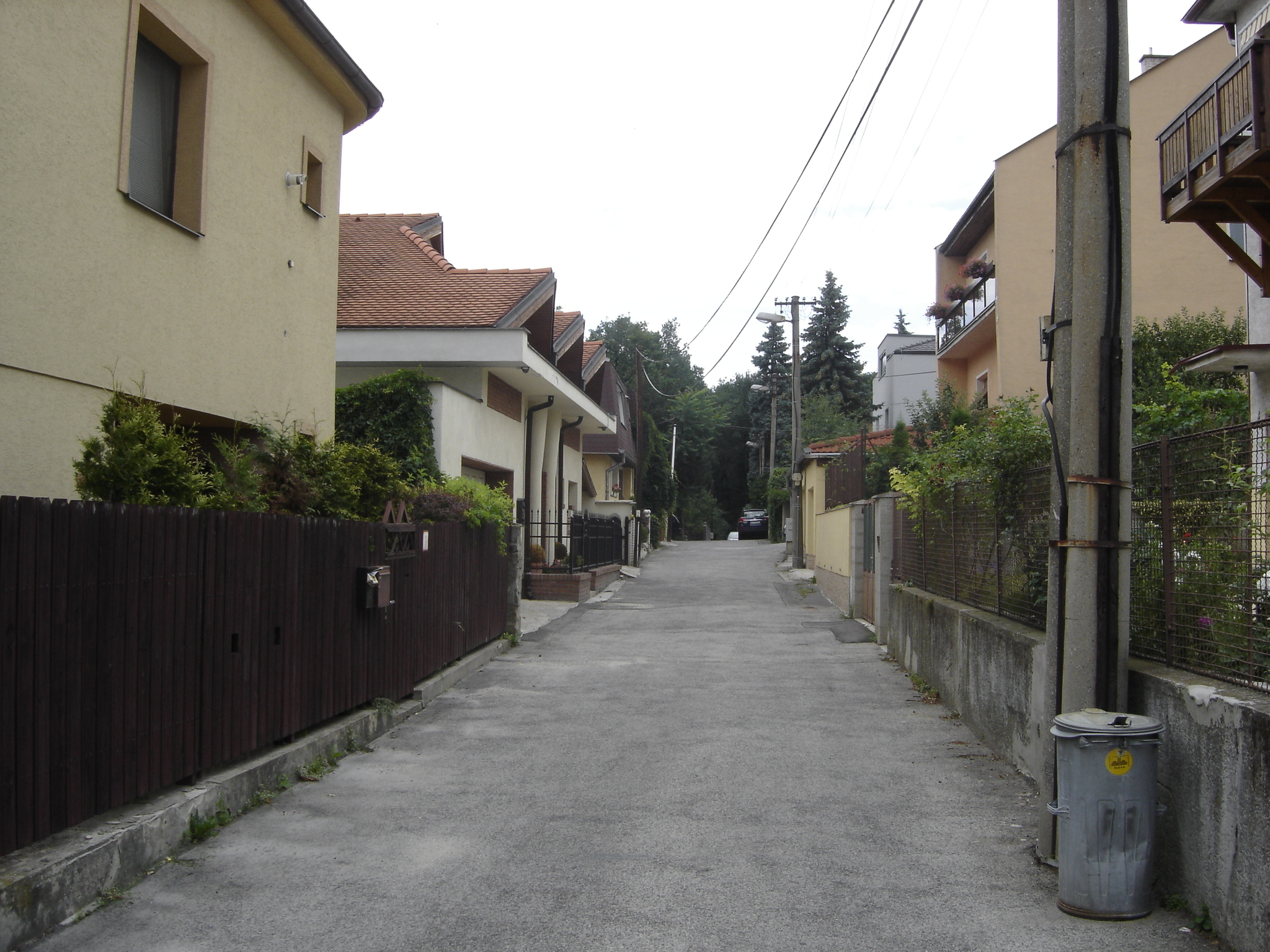
Нижняя (Дольная) улица (со стороны Будковой улицы и стоянки троллейбусов)